# Língua tawandê
O Tawandê é uma língua indígena brasileira da família Nambikwara, falada no estado de Rondônia.

## Falantes
Em 2004, os últimos falantes do Tawandê foram a senhora Domingas e o senhor Frederico, da Terra Indígena Aroeira em Vilhena (RO). Frederico faleceu em início de 2009 com mais de 90 anos.

## Vocabulário
Vocabulário Tawandê:
| Português                    | Tawandê       |
| ---------------------------- | ------------- |
| abacaxi                      | ka̰nkinĩn      |
| abanador                     | wenãnke       |
| abanador                     | itante        |
| abanador                     | itan          |
| amendoim                     | wajkinĩnte    |
| árvore bom dia               | mũnna̰         |
| avô                          | tamĩn         |
| bagre                        | kuĩnte        |
| banana                       | sajnkinĩn     |
| batata doce                  | minkinin      |
| beiju de mandioca            | linkinãw      |
| besouro                      | kalajnkinĩnte |
| bola de algodão              | kunkinĩnte    |
| borboleta                    | komamate      |
| cabelo                       | na̰jnkihi      |
| caju do mato                 | mãjnkinĩnte   |
| carne                        | sin           |
| carrapato                    | kanãjn        |
| céu                          | son           |
| chover                       | miheta        |
| coró                         | mũnte         |
| coruja, espécie de           | hohohãn       |
| coruja, espécie de           | kia̰w          |
| cutia                        | dute          |
| dedos das mãos               | ãhiʔnãw       |
| é azul                       | ka̰ʔka̰ntãna    |
| é bonito                     | muntãnta      |
| ele vai morrer               | totentãn      |
| empenar                      | mũngete       |
| espécie de bicho             | mukunte       |
| espécie de coró              | nãwnte        |
| espécie de coró              | osetĩnte      |
| espécie de coró              | osetĩnte      |
| espécie de folha             | isãn          |
| espécie de fruta             | mĩnke         |
| espécie de lagarto           | nagãn         |
| espécie de mosquito          | sawnna        |
| espécie de sapo leiteiro     | halãwnte      |
| espécie de sapo leiteiro     | halãwnte      |
| espécie de sapo redondo      | kolũnkete     |
| espécie de sapo              | iomũnte       |
| espécie de sapo              | iwmũnte       |
| eu vou acordar               | ũn-ta-ten-na̰  |
| feijão                       | komaʔkinĩn    |
| flecha para matar passarinho | to̰nkũnte      |
| formiga                      | komankinĩnte  |
| fumar                        | kũntake       |
| gavião, espécie de           | koʔkeʔ        |
| homem velho                  | johon         |
| irmão mais novo              | ta̰wahẽn       |
| jacaré                       | keja̰n         |
| jacu                         | kamuʔkete     |
| macaco branco                | kohãntoke     |
| macaco da noite              | ia̰wʔnãw       |
| machado de pedra             | dakenĩn       |
| mãe                          | ta̰nahẽn       |
| mão de pilão                 | nohona̰jnte    |
| maribondo                    | a̰n̰            |
| meu avô                      | ta̰mĩn         |
| nora                         | ikũnta        |
| nosso ombro                  | nũndapannaw   |
| piolho ou carrapato          | kanajnte      |
| queimar                      | mãndake       |
| roupa                        | mãnkaloh      |
| tipo de flecha               | ioto          |
| umbigo                       | ĩkala̰nkoh     |